# El País
El País (spansk: Landet) er den største avis i Spanien målt på både oplag og læsere. Avisen udkommer i ca. 370.000 eksemplarer (2011), men har omkring 2,1 mio. læsere (2005) og overgås dermed kun af sportsaviserne. Avisen udkom første gang 4. maj 1976 og har hovedredaktion i Madrid. Politisk tilhører avisen centrum-venstre.
Avisen blev grundlagt et halvt år efter Francos død og blev et vigtigt led i landets politiske, sociale og kulturelle overgang fra diktatur til demokrati. Grundlæggeren José Ortega Spottorno havde den velrenommerede franske avis Le Monde som forbillede. I dag er avisen en del af mediekonglomeratet Grupo Prisa, der også driver radio og tv.
El País har siden 2004 haft et ugentligt tillæg med nyheder fra USA, New York Times International Weekly. El País udkommer også selv i en engelsk udgave, der udgives i samarbejde med International Herald Tribune.
El País har lokalredaktioner i Barcelona, Valencia, Sevilla, Bilbao og Santiago de Compostela. Avisen udgives af Spaniens største mediekonglomerat, PRISA.